# Hans Miesch
Hans Miesch (* 27. Mai 1918 in Basel; † 22. September 1993) war ein Schweizer Diplomat.

## Leben
Miesch absolvierte ein Studium der Rechtswissenschaften und legte seine Promotion zum Dr. jur. ab. Er trat in den diplomatischen Dienst und wurde am 24. Dezember 1946 Gesandtschaftsattaché im Aussenministerium, dem Eidgenössischen Politischen Departement, und war dort von 1947 bis 1949 Referent für Finanz- und Verkehrsangelegenheiten sowie insbesondere Beauftragter für Kriegs- und Besatzungsschäden und Interessenschutz in Osteuropa in der dortigen Direktion für Rechtswesen. Im Anschluss wurde er am 1. September 1950 Jurist im Politischen Departement und gehörte ab dem 5. Februar 1952 bis zum 27. Februar 1953 der Schweizer Delegation bei der Londoner Schuldenkonferenz als Sekretär an. Während dieser Zeit wurde er am 1. Juni 1952 zum Gesandtschaftssekretär befördert sowie am 21. Januar 1955 zum Gesandtschaftssekretär Erster Klasse.
Danach wurde Miesch 1956 zuerst Gesandtschaftssekretär an der Gesandtschaft in den Niederlanden, wo er nach der Erhebung zur Botschaft zuletzt bis 1959 Botschaftssekretär war. Nach seiner Rückkehr wurde er am 10. Januar 1959 zuerst stellvertretender Chef sowie zuletzt ab dem 28. Dezember 1960 Erster stellvertretender Chef der Sektion Verwaltungsangelegenheiten im Politischen Departement. Danach fand er zwischen dem 1. Dezember 1963 und 1967 Verwendung als Botschaftsrat an der Botschaft in Japan, an der er zuletzt seit 1964 Leiter der Abteilung für Wirtschaftliche Angelegenheiten war. Danach fungierte er vom 26. Januar 1968 bis 1973 als stellvertretender Chef der Politischen Direktion des Politischen Departements und war zugleich in Personalunion Chef der dortigen Sektion Ost. Dort erfolgte 3. September 1969 seine Beförderung zum Minister sowie am 16. Dezember 1969 seine Ernennung zum Mitglied der Arbeitsgruppe Europäische Sicherheitskonferenz, die für die Vorbereitung der Konferenz über Sicherheit und Zusammenarbeit in Europa (KSZE) zuständig war.
Am 24. Januar 1973 wurde Miesch erster Schweizer Botschafter in der DDR und bekleidete dieses Amt bis zum 21. Januar 1977, woraufhin Friedrich Schnyder sein dortiger Nachfolger wurde. Er selbst übernahm daraufhin am 26. Februar 1977 von Richard Pestalozzi als Botschafter in Kenia und war als solcher zugleich als Vertreter in Burundi, Malawi, Uganda und Ruanda akkreditiert. Während dieser Zeit nahm er am 29. August 1978 auch am Staatsbegräbnis des ersten Staatspräsidenten Kenias Jomo Kenyatta teil. Den Posten als Botschafter in Kenia hatte er bis zum 20. Dezember 1980 inne und wurde danach durch Paul Jaccaud  abgelöst.
Zuletzt wurde Miesch am 1. Februar 1981 Nachfolger von Etienne Serra als Botschafter in Irland und verblieb dort bis zu seinem Eintritt in den Ruhestand am 31. Mai 1983, woraufhin René Serex sein Nachfolger wurde.

## Weblink
- Hans Miesch in der Datenbank Dodis der Diplomatischen Dokumente der Schweiz